# Balls to the Wall
Balls to the Wall - п'ятий студійний альбом німецького хеві-метал гурту Accept. Альбом продався тиражем більш ніж два мільйона копій, що робить його найуспішнішим альбомом Accept. Після випуску альбому група провела світове турне.

## Визнання
Трек «Balls to the Wall» зайняв 38 місце в списку VH1 «40 найкращих метал пісень» і одночасно 28 місце в списку VH1 «40 найгірших метал пісень».
Пісню «Balls to the Wall» можна почути в іграх Grand Theft Auto: Vice City Stories  і Guitar Hero Encore: Rocks the 80s
Композиція «Balls to the Wall» звучить в кульмінаційних фінальних 15 хвилинах «Реслер» Ренді «Барана» Робінсона (Міккі Рурк).
Відеокліп «Balls to the Wall» використовується в мультфільмі «Бівіс і Батхед» в серії «Tornado».
Рок-гурт Fozzy зробив кавер на пісню «Balls to the Wall» в альбомі Happenstance, який вийшов в 2002 році.

## Скандали
Лірика композицій «Love Child» і «London Leather Boys», а також обкладинка альбому послугували підставою для чуток про гомосексуальності членів гурту.

## Список композицій
Всі пісні написані Accept і Deaffy (Габі Хауке).

### Сторона 1LP
| #  | Назва                              | Переклад назви                        | Тривалість |
| -- | ---------------------------------- | ------------------------------------- | ---------- |
| 1. | «Balls to the Wall»                | «На всі сто»                          | 5:42       |
| 2. | «London Leather Boys»              | «Лондонські хлопці в кожанках»        | 3:57       |
| 3. | «Fight It Back»                    | «Дай здачі»                           | 3:38       |
| 4. | «Head Over Heels»                  | «Шалено закоханий»                    | 4:25       |
| 5. | «Losing More Than You’ve Ever Had» | «Загубив більше, ніж коли-небудь мав» | 5:10       |

### Сторона 2LP
| #  | Назва                   | Перевод названия         | Тривалість |
| -- | ----------------------- | ------------------------ | ---------- |
| 1. | «Love Child»            | «Дитя любові»            | 3:34       |
| 2. | «Turn Me On»            | «Віддайся мені»          | 5:12       |
| 3. | «Losers and Winners»    | «Переможені і Переможці» | 4:19       |
| 4. | «Guardian of the Night» | «Хранитель ночі»         | 4:24       |
| 5. | «Winter Dreams»         | «Зимні сни»              | 4:52       |

## Відео
- «Balls to the Wall» (1984) відеокліп

## Учасники запису
- Удо Діркшнайдер — вокал
- Вольф Хоффманн — гітара
- Петер Балтес — бас-гітара
- Герман Франк — гітара
- Штефан Кауфманн — ударні

Персонал
- Луї Остін — звукооператор
- Міхаель Вагенер — зведення
- Дітер Айкельпот — фото на конверті, ідея оформлення